# Kiosque (Apple)
Chronologie des versions
Apple News
Kiosque (appelé Newsstand dans sa version Anglaise) est une application de distribution numérique conçue par Apple pour son système d'exploitation iOS. Elle permet de télécharger et de consulter des magazines et journaux en version numérique.

## Fonctionnalités
L'application est pré-installé dans tous les IPhone depuis iOS 5. Elle s'apparente à une bibliothèque virtuelle (dans le même style que iBooks, le magasin de livre numérique d'Apple), où s'affiche tous les magazines et journaux téléchargés par l'utilisateur. Les icônes des articles achetés montrent la dernière édition disponible pour l'utilisateur.
L'application inclut également un raccourci vers la catégorie "Kiosque" de l'App Store, où le client peut télécharger les journaux et magazines qu'il souhaitent. Tous les articles disponibles dans cette section sont gratuits, mais la très grande majorité inclut des achats intégrés, qui permettent de s'abonner (via un renouvellement automatique mensuel ou annuel grâce à son compte iTunes), ou de télécharger une édition à l'unité.
L'introduction de Kiosque a permis aux différents éditeurs d'éviter de publier leur propre application sur l'App Store, et leur permet de bénéficier de nouvelles fonctionnalités interactives (comme la lecture de vidéos au sein même du journal).
L'application est disponible pour tout appareil tournant sous iOS 5 ou ultérieur, et fonctionne en synchronisation avec iCloud, le service de cloud computing d'Apple. Cette synchronisation permet à l'utilisateur de retrouver ses articles téléchargés sur tous ses appareils iOS, et de re-télécharger les articles qu'il a acheté.

## Critiques
Bien que considéré par Apple comme une application à part entière, Kiosque ressemble plus à un dossier d'applications regroupant les différents journaux de l'utilisateur. De ce fait, contrairement aux autres applications d'Apple, il est impossible de glisser Kiosque à l'intérieur d'un dossier d'applications et reste affiché en permanence sur le Springboard. Ce problème a été résolu avec la sortie d'iOS 7, qui permet désormais de ranger Kiosque dans un dossier.
Plus généralement, certains utilisateurs critiquent le fait qu'il soit impossible de masquer l'application, voire de la supprimer, si elle est très peu utilisée (comme toutes les applications pré-installées par Apple).
iOS 9 pourrait marquer la fin de l'application, la première bêta du système d'exploitation ne contient plus l'application.